# Europeiska cupvinnarcupen i fotboll 1981/1982
Europeiska cupvinnarcupen 1981/1982 vanns av Barcelona, Spanien som i finalen slog Standard Liège, Belgien med 2-1 i Barcelona den 12 maj 1982. Det var deras andra finalseger i turneringen.

## Inledande kvalomgång
| Lag 1                 | Totalt | Lag 2              | Möte 1 | Möte 2 |
| Politehnica Timișoara | 2–5    | Lokomotive Leipzig | 2–0    | 0–5    |

## Inledande omgångar

### Första omgången
| Lag 1                      | Totalt         | Lag 2              | Möte 1 | Möte 2     |
| Fram Reykjavik             | 2–5            | Dundalk            | 2–1    | 0–4        |
| Ajax                       | 1–6            | Tottenham Hotspur  | 1–3    | 0–3        |
| Rostov                     | 5–0            | Ankaragücü         | 3–0    | 2–0        |
| Eintracht Frankfurt        | 00002–2 (str.) | PAOK               | 2–0    | 0–2 (e.f.) |
| Swansea City               | 1–3            | Lokomotive Leipzig | 0–1    | 1–2        |
| Jeunesse Esch              | 2–7            | Velež Mostar       | 1–1    | 1–6        |
| Dukla Prag                 | 4–2            | Rangers            | 3–0    | 1–2        |
| Barcelona                  | 4–2            | Botev Plovdiv      | 4–1    | 0–1        |
| Vålerenga IF               | 3–6            | Legia Warszawa     | 2–2    | 1–4        |
| Lausanne-Sport             | 00004–4 (BM)   | Kalmar FF          | 2–1    | 2–3        |
| Kotkan Työväen Palloilijat | 0–5            | Bastia             | 0–0    | 0–5        |
| Dinamo Tbilisi             | 4–2            | Grazer             | 2–0    | 2–2        |
| Enosis Neon Paralimni      | 1–8            | Vasas              | 1–0    | 0–8        |
| Floriana                   | 01–12          | Standard Liège     | 1–3    | 0–9        |
| Vejle BK                   | 2–4            | Porto              | 2–1    | 0–3        |
| Ballymena United           | 0–6            | Roma               | 0–2    | 0–4        |

### Andra omgången
| Lag 1              | Totalt         | Lag 2               | Möte 1 | Möte 2     |
| Dundalk            | 1–2            | Tottenham Hotspur   | 1–1    | 0–1        |
| Rostov             | 1–2            | Eintracht Frankfurt | 1–0    | 0–2        |
| Lokomotive Leipzig | 00002–2 (str.) | Velež Mostar        | 1–1    | 1–1 (e.f.) |
| Dukla Prag         | 1–4            | Barcelona           | 1–0    | 0–4        |
| Legia Warszawa     | 3–2            | Lausanne-Sport      | 2–1    | 1–1        |
| Bastia             | 2–4            | Dinamo Tbilisi      | 1–1    | 1–3        |
| Vasas              | 1–4            | Standard Liège      | 0–2    | 1–2        |
| Porto              | 2–0            | Roma                | 2–0    | 0–0        |

## Slutspel

### Kvartsfinaler
| Lag 1              | Totalt | Lag 2               | Möte 1 | Möte 2 |
| Tottenham Hotspur  | 3–2    | Eintracht Frankfurt | 2–0    | 1–2    |
| Lokomotive Leipzig | 2–4    | Barcelona           | 0–3    | 2–1    |
| Legia Warszawa     | 0–2    | Dinamo Tbilisi      | 0–1    | 0–1    |
| Standard Liège     | 4–2    | Porto               | 2–0    | 2–2    |

### Semifinaler
| Lag 1             | Totalt | Lag 2          | Möte 1 | Möte 2 |
| Tottenham Hotspur | 1–2    | Barcelona      | 1–1    | 0–1    |
| Dinamo Tbilisi    | 0–2    | Standard Liège | 0–1    | 0–1    |

### Final
|  | 12 maj 1982 | Barcelona                | 2 – 1   | Standard Liège   | Camp Nou                                                                   |                                                                            |
|  |             | Simonsen 45+2′ Quini 63′ | (1 – 1) | 8′ Vandersmissen | Barcelona, Spanien Publik: 80 000 Domare: Walter Eschweiler (Västtyskland) | Barcelona, Spanien Publik: 80 000 Domare: Walter Eschweiler (Västtyskland) |
|  |             |                          |         |                  | Barcelona, Spanien Publik: 80 000 Domare: Walter Eschweiler (Västtyskland) | Barcelona, Spanien Publik: 80 000 Domare: Walter Eschweiler (Västtyskland) |
|  |             |                          |         |                  | Barcelona, Spanien Publik: 80 000 Domare: Walter Eschweiler (Västtyskland) | Barcelona, Spanien Publik: 80 000 Domare: Walter Eschweiler (Västtyskland) |

| Barcelona | Standard Liège |
| --- | --- |
| - Javier Urruticoechea (MV) - Gerardo Miranda - Migueli - José Alexanko - Manolo - Jose Sanchez - Josep Moratalla - Esteban Vigo - Allan Simonsen - Quini - José Carrasco | - Michel Preud'homme (MV) - Eric Gerets - Theo Poel - Walter Meeuws - Gerard Plessers - Guy Vandersmissen - Joseph Daerden - Arie Haan - Rene Botteron - Simon Tahamata - Benny Wendt |
| Tränare: | Tränare: |
| Udo Lattek | Raymond Goethals |